# Pseudodiaptomus smithi
Pseudodiaptomus smithi is een eenoogkreeftjessoort uit de familie van de Pseudodiaptomidae. De wetenschappelijke naam van de soort is voor het eerst geldig gepubliceerd in 1928 door Wright S..